# 翁库尔
翁库尔（法語：Oncourt，法語發音：[ɔ̃kuʁ] ⓘ）是法国大東部大區孚日省的一个旧市镇，属于埃皮纳勒区。2016年，翁库尔与市镇塔翁莱孚日和日尔蒙合并为新市镇卡帕沃尼尔孚日。2022年起，新市镇恢复“塔翁莱孚日”一名。

## 地理
翁库尔（48°15'6"N, 6°22'30"E）面积3.94 平方千米，位于法国大東部大區孚日省，该省份为法国东北部内陆省份，北起默兹省和默尔特-摩泽尔省，西接上马恩省，南至上索恩省和贝尔福地区省，东临上莱茵省和下莱茵省。
与翁库尔接壤的市镇（或旧市镇、城区）包括：阿维耶尔河畔多梅夫尔、弗里宗、伊涅、马兹莱、塔翁莱孚日。

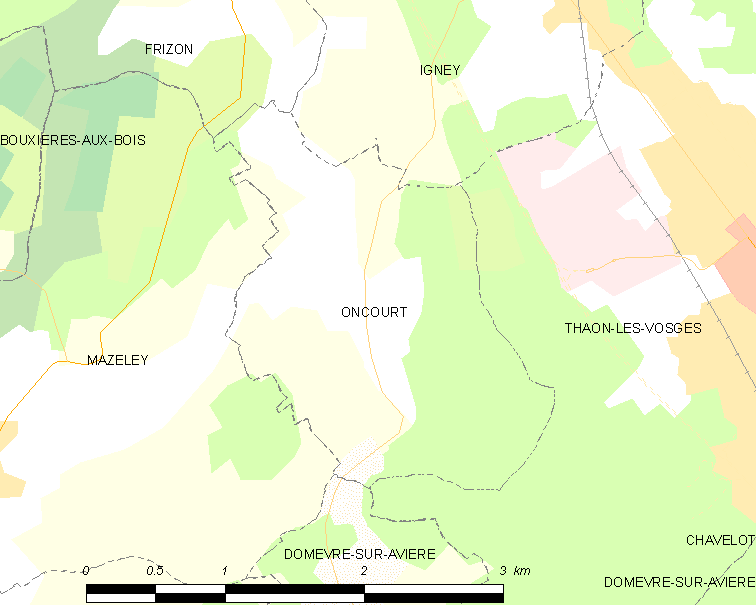
翁库尔的OSM定位图

翁库尔的时区为UTC+01:00、UTC+02:00（夏令时）。

## 行政
翁库尔的邮政编码为88150，INSEE市镇编码为88337。

## 政治
翁库尔所属的省级选区为戈尔贝县。

## 人口

1962-2008年间翁库尔人口变化图示

翁库尔于2018年1月1日时的人口数量为195人。